# Varlámova listina
Varlámova listina (rusky: Варлаамова грамота) je jednou z nejstarších památek ruského písemnictví. Jedná se o původní dokument na pergamenu, napsaný středověkou ruštinou, jehož vznik se datuje mezi léta 1192–1210. Obsahem je darovací smlouva, v níž Varlám Chutyňský, zakladatel a igumen chutyňského monastýru svatého Spasitele, věnuje tomuto monastýru svůj majetek. V současnosti je listina uložena v novgorodském muzeu, kam byla převezena ze sakristie chutyňského monastýru.
Text Varlámovy listiny se z jazykového hlediska dělí na dvě části. První část, v níž je uveden seznam darovaného majetku, je napsána v staronovgorodském dialektu. Druhá část, jež shrnuje část první a obsahuje kletbu proti potenciálním narušitelům, je napsána církevní slovanštinou. Níže je uveden text dokumentu v edici A. A. Zalizňaka a V. L. Janina.

## Znění
се въдале варламе ст҃мѹ сп҃соу ‧ землю и огородъ ‧ и ловища рыбьнаѧ и гоголина[ѧ] и пожни ‧а҃‧ рьль противɤ села за волховомъ ‧в҃‧ на волхевьци коле ‧г҃‧ корь ‧д҃‧ лоза ‧е҃‧ волмина ‧ѕ҃‧ на островѣ и съ нивами ‧ вхоу же тоу землю хоутиньскоую въдале ст҃мѹ сп҃сѹ ‧ и съ челѩдию и съ скотиною ‧ а се бр[а]т(ии) ‧а҃‧ отрокъ съ женою ‧в҃‧ вълось ‧г҃‧ дѣвъка феврониѧ съ двѣма сын[ъ]м(а) ‧д҃‧ недачь ‧ а конь ‧ шестеро ‧ и корова ‧ а се ‧ дрɤгое село на слоудици за робиею въдале ст҃мɤ сп҃соу ‧ и божницѧ въ немь ‧ ст҃го георгиѧ ‧ и ниви и пожни и ловищѧ и еже въ немь ‧ се же все далъ варламъ михалевъ с҃нъ ‧ ст҃моу сп҃асоу ‧ аще кто диавол[ъ]мь п[о](т)[ъ]ченъ и злыми чл҃вкы заваж[енъ] ‧ --[за]хочеть ѿѧти ѿ нивъ ли ѿ пожьнь ли или ѿ ловищь ‧ а бѹди емѹ против[ьн](ъ) ст҃ыи сп҃съ ‧ и въ сь вѣкъ и въ боудоущии ‧
Tímto daruje Varlám /monastýru/ svatého Spasitele zemi, zahradu, loviště ryb a kachen, louky, /a jmenovitě/: 1) lužní louku oproti osadě za Volchovem, 2) hráz na Volchovci, 3) paseku, 4) vrboví, 5) keře, 6) /pozemky/ na ostrově i s nivami. Celou tuto chutyňskou zemi daruje /monastýru/ svatého Spasitele i s čeledí a dobytkem. A toto konventu: 1) úředník s ženou, 2) Volos, 3) služebná Fevronia se dvěma syny, 4) Nedač; a ještě šest koní a kráva. A rovněž daruje /monastýru/ svatého Spasitele jinou osadu – na Sludici za /řekou/ Robjí – spolu s kostelíkem svatého Georgije, nacházejícím se v ní, nivami, loukami, lovišti a /vším/, co se nachází v této osadě. To vše daruje Varlám, Michalův syn, /monastýru/ svatého Spasitele. Pakliže kdo, z vnuknutí ďábla a sveden zlými lidmi, zatouží odníti cokoli z niv, luk či lovišť, nechť je mu nepřítelem svatý Spasitel v tomto životě i v budoucím.
 legenda:
- [] – písmena s nejednoznačným čtením
- () – rekonstruovaná písmena